# Walter Aßmann
Pour les articles homonymes, voir Assmann.
Dr med. dent. Walter Karl Friedrich Aßmann  (né le 22 juillet 1896 à Mühlhausen et mort le 1er mai 1964 à Offenbach-sur-le-Main) est un Generalleutnant allemand qui a servi au sein de la Heer dans la Wehrmacht pendant la Seconde Guerre mondiale.
Il a été récipiendaire de la croix de chevalier de la croix de fer. Cette décoration est attribuée pour récompenser un acte d'une extrême bravoure sur le champ de bataille ou un commandement militaire avec succès.

## Biographie
Né d'un père commerçant, Assmann s'engage le 10 août 1914, après le début de la Première Guerre mondiale, comme volontaire dans le 2e détachement de recrues du 167e régiment d'infanterie à Cassel.
Walter Aßmann est capturé par les troupes américaines en 1945 et reste en captivité jusqu'en 1947.

## Décorations
- Croix de fer (1914)
  - 2e classe (28 août 1915)
  - 1re classe (16 octobre 1916)
- Insigne des blessés (1914)
  - en Noir
- Croix hanséatique de Hambourg (28 mai 1918)
- Croix d'honneur (12 février 1935)
- Agrafe de la croix de fer (1939)
  - 2e classe (29 juin 1940)
  - 1re classe (15 juillet 1941)
- Médaille du Front de l'Est
- Croix allemande en or le 25 avril 1942 en tant que Oberstleutnant dans l'Infanterie-Regiment 478[1]
- Croix de chevalier de la croix de fer
  - Croix de chevalier le 10 février 1945 en tant que Generalmajor et commandant du 101. Jäger-Division[2]